# Pintu Padang Mandalasena
Pintu Padang Mandalasena is een bestuurslaag in het regentschap Tapanuli Selatan van de provincie Noord-Sumatra, Indonesië. Pintu Padang Mandalasena telt 875 inwoners (volkstelling 2010).